# Biechtgeheim
Het biechtgeheim of de sacramentele zegel (sigillum in het Latijn) betekent dat de biechtvader datgene wat hij tijdens de biecht te horen krijgt onder geen enkele voorwaarde mag onthullen, ook niet onder druk. Schending van het biechtgeheim kan voor de priester verregaande gevolgen hebben. Hij kan als kerkelijke straf excommunicatie oplopen. In recente jaren is het biechtgeheim in verschillende landen onder vuur komen te liggen, en gaan er stemmen op om het af te schaffen.

## Canoniek recht
Reeds in de middeleeuwen werd het biechtgeheim opgenomen in het canoniek recht, waarmee het een van de oudste vormen van gegevensbescherming is. De ratio is dat de penitent zijn zonden moet kunnen opbiechten zonder geremd te worden door de wereldlijke gevolgen ervan. Kerkrechtelijk is het rooms-katholieke biechtgeheim onschendbaar, d.w.z. absoluut (canon 983, § 1 van de Codex Iuris Canonici 1983). Zelfs de identiteit van de penitent mag niet worden vrijgegeven. Priesters in overtreding kunnen gestraft worden met excommunicatie, zelfs als ze tot de schending verplicht werden door de burgerlijke wet. Noch door het weigeren van absolutie, noch met toestemming van de biechteling kan de biechtvader onder zijn canonieke geheimhoudingsplicht uit. Die plicht rust enkel op de biechtvader, boetelingen zelf mogen dus vrij uit de biecht spreken. Wel bestond van 1922 tot 2001 een regeling waardoor zwijgplicht werd opgelegd aan alle betrokkenen bij een Crimen Sollicitationis (seksueel misbruik in het kader van de biecht).

## België
Naar Belgisch recht is het biechtgeheim aanvaard als een vorm van beroepsgeheim in de zin van artikel 458 van het Strafwetboek. De rechtspraak kende een evolutie waardoor het beroepsgeheim ook geldt voor hetgeen een priester buiten de sacramentele biecht verneemt in het kader van zijn ambt. In ruime zin zijn alle bedienaren van erkende godsdiensten ertoe gehouden het stilzwijgen te bewaren over aangelegenheden die hen binnen hun geestelijk ambt zijn toevertrouwd. Priesters zijn dus niet verplicht in rechte te getuigen over wat ze tijdens de biecht hebben vernomen, maar wel over zaken waarvan ze buiten hun ambt kennis namen.
Vooral binnen het strafrecht is het al dan niet absolute karakter van het biechtgeheim sporadisch aan de orde. Er bestaat onder meer rechtspraak over de vraag of priesters ertoe gehouden zijn opgebiechte misdrijven aan te geven (cf. het aangifterecht in art. 458bis Sw.) en of ze hulp moeten bieden aan personen in gevaar (schuldig verzuim). Zo veroordeelde de Brugse correctionele rechtbank in 2018 een priester die geen hulp gezocht had voor een man die hem zijn zelfmoordplannen had opgebiecht. Ook is geoordeeld dat huiszoekingen bij aalmoezeniers moeten verlopen met inachtneming van hun beroepsgeheim.

## Ierland
In Ierland is in 2011 een wet aangekondigd die priesters die de burgerlijke overheid niet inlichten indien zij tijdens de biecht seksueel misbruik vernemen, tot 5 jaar cel kan doen veroordelen. De Apostolische Penitentiarie herhaalde daarop de plicht van onschendbaarheid van het biechtgeheim. De Vereniging van Katholieke Priesters liet dan ook weten dat ze het biechtgeheim tegen elke prijs zouden behouden.

## Wetenswaardig
Bekend is het geval van pater Pedro Marieluz Garcés. Hij nam de biecht af van dertien soldaten die wegens muiterij werden terechtgesteld. Na de executie begon de commandant te twijfelen aan zijn oordeel, maar Marieluz weigerde hem mee te delen wat ze hadden opgebiecht, waarna hij hetzelfde lot onderging.